# Adrenalina (pel·lícula de 2007)
Adrenalina és un telefilm dirigit per Ricard Figueras i Joseph Johnson Camí, que es va rodar entre 2006 i 2007 per la productora catalana In Vitro i la valenciana Conta Conta.
En la pel·lícula van participar els actors Pilar Almería, Ariadna Cabrol, Juli Cantó, Alejandro Gadea, Aleix Rengel i Elisabet Castellví.
Adrenalina conta la història de dos amics, l'Àlex (Alejandro Gadea) i en Raül (Aleix Rengel), que es coneixen des de l'institut. L'Àlex pertany a una família acomodada. En Raül, per contra, és de classe mitjana baixa i s'ha vist obligat a fer diverses feines porqueria. Aquesta diferència de classes desapareix, no obstant això, quan tots dos s'ajunten a les nits, amb la petita banda que lideren, a la recerca de l'adrenalina que els proporciona una vida menys monòtona i grisa. Aquesta adrenalina la trobaran en els diversos desafiaments que mantindran amb altres tribus urbanes: una sèrie d'apostes en les quals buscaran el risc pel risc i en les quals no importarà causar mal als altres.